# Nickel Creek Bridge
Le Nickel Creek Bridge est un pont en arc américain dans le comté de Lewis, dans l'État de Washington. Ce pont routier construit dans un style rustique en 1951-1952 permet à la Stevens Canyon Road de franchir la Nickel Creek au sein du parc national du mont Rainier. C'est une propriété contributrice au Mount Rainier National Historic Landmark District depuis l'inscription de ce district historique au Registre national des lieux historiques le 18 février 1997.